# Aletta
Cet article concerne le prénom. Pour l'astéroïde, voir (1194) Aletta. Pour la commune française, voir Alette. Pour le paronyme, voir Alèthe (homonymie).
Aletta est un prénom féminin néerlandais et hongrois. La variante Alette est utilisée en hollandais et en norvégien.

## Étymologie
Aletta est, comme Alida, un raccourcissement du prénom féminin allemand Adelheid d'origine germanique, dont les éléments signifient « noble » et « forme, type »[réf. souhaitée].

## Équivalents
- allemand : Adelheid
- anglais : Adelaide, Alice
- français : Adélaïde, Alice
- hongrois : Aletta, Alida
- néerlandais : Aletta, Alette

## Personnalités portant ce prénom

### Aletta
- Aletta Jacobs (1854–1929), médecin et féministe néerlandaise ;
- Aletta Jorritsma (née en 1989), rameuse néerlandaise ;
- Aletta van Manen (née en 1958), joueuse de hockey sur gazon néerlandaise :
- Aletta Norval (née en 1960), théoricienne politique sud-africaine ;
- Aletta Ocean (née en 1987), actrice hongroise de films pornographiques.

### Alette
- Alette Sijbring (née en 1982),  poloïste internationale néerlandaise.